# Marabacken-Notvikrå
Marabacken-Notvikrå är ett naturreservat i Kalix kommun i Norrbottens län.
Området är naturskyddat sedan 1988 och är 0,1 kvadratkilometer stort. Reservatet omfattar skog och mindre våtmarkspartier. Skogen består av tall på torrare partier och gran med lövträd på funktigare. 